# 孫可芳
孫可芳（1987年11月2日—），暱稱小豆，台灣演員。大學畢業於國立臺灣藝術大學戲劇學系，在校內多次入圍戲劇系實驗劇展金獅獎並得獎而開始受到矚目；畢業後於劇團演出，也曾任劇團導演助理、擔任新北市立桃子腳國民中小學表演藝術課教師。於2014年開始接觸廣告拍攝，並在《蘋果日報》（臺灣）足球專欄寫作、擔任英格蘭足球超級聯賽現場直播主持人。2015年甄選入由王小棣等八位導演共同創辦的「Q Place表演教室」好演員班，並接受戲劇課程訓練，結業後成為第一期學員。
2016年參與《植劇場》系列的演出，在驚悚推理系列《植劇場－天黑請閉眼》中飾演劉澄芳而打開知名度。2017年憑此劇獲得第52屆金鐘獎『戲劇節目女配角獎』。同年在植劇場另一齣戲《植劇場－五味八珍的歲月》中以道地台語發音飾演林春一角，備受網友推崇有做足該角色的演技功課。2018年入圍第53屆金鐘獎『戲劇節目女主角獎』。2020年首挑大樑主演華視都會台語偶像劇集《若是一個人》，採取現今思維與內斂方式飾演方佳瑩角色。2021年入圍第56屆金鐘獎『戲劇節目女主角獎』。

## 生涯
2020年主演破億票房國片《孤味》電影，飾演三女兒陳宛佳角色。2022年與劉冠廷搭檔主演《你的婚姻不是你的婚姻－聖筊》，在單元劇中飾演女主角謝姿雅，2023年首度入圍第25屆台北電影獎『最佳女主角』與第58屆金鐘獎中入圍『迷你劇集／電視電影女主角獎』。2024年主演HBO GO輕喜劇集《何百芮的地獄毒白》，飾演克拉拉角色二度入圍第59屆金鐘獎『戲劇節目女配角獎』。

## 演出作品

### 劇集
| 年份   | 電視臺                     | 劇名                           | 飾演                    | 性質       | 導演         | 備註                                                                      |
| 2014年 | 公視衛視中文台             | 《長不大的爸爸》               | 林專員                  | 客串       | 王明台       |                                                                           |
| 2015年 | 三立都會台緯來戲劇台       | 《舞吧舞吧在一起》             | 冰妹                    | 客串       | 廖士涵       |                                                                           |
| 2016年 | 台視八大綜合台公視         | 《植劇場－戀愛沙塵暴》         | 小豆                    | 客串       | 北村豐晴     |                                                                           |
| 2016年 | 台視八大綜合台公視         | 《植劇場－天黑請閉眼》         | 劉澄芳                  | 女配角     | 柯貞年陳玉勳 | 榮獲第52屆金鐘獎戲劇節目女配角獎 入圍第52屆金鐘獎戲劇節目新進演員獎       |
| 2017年 | 台視八大綜合台公視         | 《植劇場－花甲男孩轉大人》     | 觀光客                  | 客串       | 瞿友寧李青蓉 |                                                                           |
| 2017年 | 台視八大綜合台公視         | 《植劇場－五味八珍的歲月》     | 林春                    | 女主角     | 徐輔軍       | 入圍第53屆金鐘獎戲劇節目女主角獎                                          |
| 2017年 | 大愛電視台                 | 《若是來恆春》                 | 林對 (年輕時期)         | 客串       | 張晉榮       |                                                                           |
| 2018年 | 公視                       | 《奇蹟的女兒》                 | 張淑美                  | 女配角     | 鄭文堂       |                                                                           |
| 2018年 | 台視東森綜合台愛奇藝台灣站 | 《人際關係事務所》             | 端端                    | 女配角     | 吳建新       |                                                                           |
| 2018年 | 台視東森綜合台愛奇藝台灣站 | 《種菜女神》                   | 宋喬琪                  | 女配角     | 廖士涵郭春暉 |                                                                           |
| 2018年 | 公視+                      | 《8號公園》                    | 周亦可                  | 女配角     | 葉鴻偉       |                                                                           |
| 2018年 | 公視                       | 《20之後》                     | 雜誌封面女明星          | 客串       | 王小棣       |                                                                           |
| 2019年 | LINE TV八大綜合台          | 《靈異街11號》                 | 李巧兒、李寧兒 (雙胞胎) | 單元女主角 | 洪子鵬       |                                                                           |
| 2019年 | 三立都會台                 | 《用九柑仔店》                 | 賴玉雲 (年輕時期)       | 客串       | 高炳權曾英庭 |                                                                           |
| 2020年 | 華視公視台語台             | 《若是一個人》                 | 方佳瑩                  | 女主角     | 杜政哲       | 入圍第56屆金鐘獎戲劇節目女主角獎                                          |
| 2020年 | HBO Asia                   | 《戒指流浪記》                 | 洪雅玟                  | 女配角     | 北村豐晴     |                                                                           |
| 2021年 | 公視                       | 《四樓的天堂》                 | LETO                    | 女配角     | 陳芯宜       |                                                                           |
| 2022年 | YouTubeLINE TV             | 《浪我在你身邊》               | 娜米                    | 女配角     | 殷振豪       |                                                                           |
| 2022年 | 中視MyVideo                | 《洞裡的月亮》                 | 李心悅                  | 女主角     | 黃駿傑       |                                                                           |
| 2022年 | 八大戲劇台Netflix          | 《親愛的亞當》                 | 蘇荷、蘇琪              | 女配角     | 廖士涵郭春暉 |                                                                           |
| 2022年 | 公視friDay影音             | 《你的婚姻不是你的婚姻－聖筊》 | 謝姿雅                  | 女主角     | 徐漢強       | 入圍第25屆台北電影獎最佳女主角 入圍第58屆金鐘獎迷你劇集／電視電影女主角獎 |
| 2023年 | 東森戲劇台                 | 《W劇場：沒有你依然燦爛》      | 金若希                  | 女配角     | 許富翔       |                                                                           |
| 2023年 | TVBS歡樂台                 | 《有生之年》                   | 洪詩詩                  | 女配角     | 許肇任       |                                                                           |
| 2024年 | HBO GO                     | 《何百芮的地獄毒白》           | 王克柔 (克拉拉)         | 女配角     | 謝沛如       | 入圍第59屆金鐘獎戲劇節目女配角獎                                          |
| 2024年 | Netflix                    | 《影后》                       | 大合照的藝人            | 客串       | 嚴藝文       |                                                                           |
| 2025年 | HBO GO                     | 《何百芮的地獄毒白2》          | 王克柔 (克拉拉)         | 女配角     | 謝沛如       |                                                                           |

### 電影
| 年份   | 片名               | 飾演           | 性質     | 導演   | 備註       |
| 2015年 | 《我們全家不太熟》 | 正面能量社女孩 | 客串     | 王傳宗 |            |
| 2016年 | 《我的蛋男情人》   | 26歲凍卵女子   | 客串     | 傅天余 |            |
| 2018年 | 《粽邪》           | 沈千和         | 主演     | 廖士涵 |            |
| 2018年 | 《生生》           | 阿慧           | 配角     | 安邦   |            |
| 2020年 | 《消失的情人節》   | 小P            | 特別感謝 | 陳玉勳 | 未釋出片段 |
| 2020年 | 《無聲》           | 學校老師       | 僅列名   | 柯貞年 | 未釋出片段 |
| 2020年 | 《孤味》           | 陳宛佳         | 主演     | 許承傑 |            |

### 音樂劇／舞臺劇
| 日期                         | 劇名                       | 地點                   | 飾演   |
| 2019年6月14日－6月16日       | 《台灣有個好萊塢》         | 城市舞台               | 郝秋月 |
| 2020年1月4日－1月12日        | 《台灣有個好萊塢》         | 國家戲劇院             | 郝秋月 |
| 2020年3月6日－3月8日(延期)   | 《我為你押韻-情歌Revival》 | 國家戲劇院             | 維英   |
| 2020年3月14日－3月15日(延期) | 《我為你押韻-情歌Revival》 | 臺中國家歌劇院中劇院   | 維英   |
| 2020年7月25日－7月26日       | 《台灣有個好萊塢》         | 衛武營國家藝術文化中心 | 郝秋月 |
| 2020年7月31日－8月2日        | 《台灣有個好萊塢》         | 臺中國家歌劇院大劇院   | 郝秋月 |
| 2021年4月30日－5月2日        | 《我為你押韻-情歌Revival》 | 國家戲劇院             | 維英   |
| 2022年8月27日－8月28日       | 《我為你押韻-情歌Revival》 | 臺中國家歌劇院大劇院   | 維英   |
| 2022年9月23日－9月25日       | 《我為你押韻-情歌Revival》 | 國家戲劇院             | 維英   |
| 2023年3月4日－3月19日        | 《呼吸》                   | 台北表演藝術中心藍盒子 | W      |

### 音樂錄影帶
| 年份   | 歌名         | 演唱者 | 飾演   |
| 2020年 | 《我很快樂》 | 周興哲 | 女主角 |

### 短片／微電影
| 年份   | 作品 |
| 2014年 | 第一銀行微電影— 《媽媽的手鐲》 |
| 2014年 | 福壽實業狗醫生公益短片— 《公主與他的騎士》 |
| 2014年 | 48屆休士頓國際電影節獨立短片類金獎— 《Valentine's Distance / 聚離節》 |
| 2015年 | 高雄電影節—【讓座貼紙 2.0】 Priority Stickers 2.0 |
| 2015年 | 金馬影展—《海風 Sea Breeze》 |
| 2015年 | 華航—空中愛情診療室 - 訂位懶骨頭 - 摳門鐵公雞 - 行李苦行僧 - 慢活拖拉機 - 歪頭枕邊人 - 逛街奧伴侶 - 隨和嫌內助 - 迷途小羔羊 |
| 2015年 | PopDaily 波波黛莉的異想世界 - 十二星座男生：聯誼遇到正妹的反應 - 四種血型女友：中秋要不要烤肉 - 十二星座男生：熱戀期前後的差別 - 十二星座女生：遇到前男友的反應 - 跨年來了：你是12星座哪一種咖                                                        |
| 2016年 | PopDaily 波波黛莉的異想世界 - 當老闆被暫停5分鐘，你會做什麼？ - 十二星座男生：遇到喜歡女生的表現 - 十二星座男生：被女友弄到崩潰的原因 - 女生在熱戀中的6個症狀 - 十二星座女生：第一次跟男友過夜卻遇上生理期 - 十二星座女生：第一次與天菜網友見面的反應 |
| 2016年 | 讓座貼紙 2.0 |
| 2017年 | 高雄電影節首創VR短片《全能元神宮改造王》 |
| 2019年 | 教育部繪本篇— 《現在開始 說我們的話》 |

### 植劇場系列短片
| 年份   | 劇名                                 | 篇名                           | 飾演   | 性質     | 導演   | 備註   |
| 2016年 | 植劇場『未來星』系列                 | 孫可芳                         | 孫可芳 | 女主角   | 不適用 | [ 22 ] |
| 2016年 | 《台灣孩子演台灣故事》               | 想看電視真辛苦                 | 鄰居A  | 女主角   | 施岑諺 |        |
| 2016年 | 《戀愛沙塵暴》番外篇10               | 模仿嬌嬌                       | 小豆   | 女主角   | 練健輝 |        |
| 2016年 | 《姜老師，妳談過戀愛嗎？》番外篇09   | 記者搞不定的事                 | 警察   | 女主角   | 施岑諺 |        |
| 2016年 | 《姜老師，妳談過戀愛嗎？》植日生週記 | 第三集                         | 孫可芳 | 客串     | 不適用 |        |
| 2016年 | 《天黑請閉眼》番外篇01               | 惡作劇                         | 劉澄芳 | 女主角   | 施岑諺 |        |
| 2017年 | 《天黑請閉眼》番外篇05               | 我的十八歲                     | 劉澄芳 | 女主角   | 施岑諺 |        |
| 2017年 | 《天黑請閉眼》番外篇09               | 只能拉一首                     | 劉澄芳 | 女主角   | 曾鐵蛋 |        |
| 2017年 | 《天黑請閉眼》番外篇11               | 球場上的女孩                   | 劉澄芳 | 女主角   | 曾鐵蛋 |        |
| 2017年 | 《天黑請閉眼》番外篇12               | 小豆與盛平訪談                 | 孫可芳 | 女主角   | 曾鐵蛋 | [ 23 ] |
| 2017年 | 《天黑請閉眼》番外篇14               | 大來賓訪談                     | 孫可芳 | 女主角   | 練健輝 |        |
| 2017年 | 《天黑請閉眼》植日生週記             | 第一集                         | 孫可芳 | 女主角   | 不適用 |        |
| 2017年 | 《天黑請閉眼》植日生週記             | 第二集                         | 孫可芳 | 女主角   | 不適用 |        |
| 2017年 | 《天黑請閉眼》植日生週記             | 第三集                         | 孫可芳 | 女主角   | 不適用 |        |
| 2017年 | 《天黑請閉眼》植日生週記             | 第四集                         | 孫可芳 | 女主角   | 不適用 |        |
| 2017年 | 《天黑請閉眼》植日生週記             | 第五集                         | 孫可芳 | 女主角   | 不適用 |        |
| 2017年 | 《天黑請閉眼》植日生週記             | 第六集                         | 孫可芳 | 女主角   | 不適用 |        |
| 2017年 | 《天黑請閉眼》植日生週記             | 第七集                         | 孫可芳 | 女主角   | 不適用 |        |
| 2017年 | 《積木之家》番外篇01                 | 心理畫 心裡話                  | 劉澄芳 | 女主角   | 貓克斯 |        |
| 2017年 | 《積木之家》植日生週記               | 第二集                         | 孫可芳 | 客串     | 不適用 |        |
| 2017年 | 《花甲男孩轉大人》番外篇10           | 他們的愛情故事                 | 小豆   | 女主角   | 曾鐵蛋 |        |
| 2017年 | 《花甲男孩轉大人》番外篇13           | 花甲歌舞《愛情為何這麼不容易》 | 孫可芳 | 特別演出 | 貓克斯 |        |
| 2017年 | 《五味八珍的歲月》番外篇01           | 穿越時空來看你                 | 林春   | 女主角   | 練健輝 |        |
| 2017年 | 《五味八珍的歲月》番外篇04           | 吃吃之歌                       | 林春   | 女主角   | 貓克斯 |        |
| 2017年 | 《五味八珍的歲月》番外篇09           | 少女阿春的奇幻旅程             | 林春   | 女主角   | 曾鐵蛋 |        |
| 2017年 | 《五味八珍的歲月》番外篇10           | 耀仁訪談                       | 孫可芳 | 女主角   | 施岑諺 |        |
| 2017年 | 《五味八珍的歲月》番外篇12           | 大來賓小課堂                   | 孫可芳 | 女主角   | 練健輝 |        |
| 2017年 | 《五味八珍的歲月》植日生週記         | 第一集                         | 孫可芳 | 女主角   | 不適用 |        |
| 2017年 | 《五味八珍的歲月》植日生週記         | 第二集                         | 孫可芳 | 女主角   | 不適用 |        |
| 2017年 | 《五味八珍的歲月》植日生週記         | 第三集                         | 孫可芳 | 女主角   | 不適用 |        |
| 2017年 | 《五味八珍的歲月》植日生週記         | 第五集                         | 孫可芳 | 女主角   | 不適用 |        |
| 2017年 | 《五味八珍的歲月》植日生週記         | 第六集                         | 孫可芳 | 女主角   | 不適用 |        |

## 配音作品

### 動畫配音
| 年份   | 作品               | 製作公司       | 導演   | 配音角色       | 備註 |
| 2015年 | 《七點半的太空人》 | 大貓動畫工作室 | 王尉修 | 小剪刀、女老師 |      |
| 2021年 | 《勇者動畫系列》   | 大貓動畫工作室 | 楊子霆 | 龍女           |      |

### 短片配音
| 年份   | 作品                                     |
| 2021年 | 《第23屆台北電影獎頒獎典禮入圍影片配音》 |
| 2022年 | 《第24屆台北電影獎頒獎典禮入圍影片配音》 |

## 音樂作品

### 單曲
| 年份   | 演唱者 | 歌名           | 備註                     |
| 2021年 | 孫可芳 | 《戴面具的人》 | 電視劇《四樓的天堂》插曲 |

## 主持作品

#### 高雄電影節
| 年份   | 節目                                 | 性質   | 頻道       | 備註           |
| 2020年 | 第22屆高雄電影節國際短片競賽頒獎典禮 | 主持人 | FriDay影音 | 搭檔姚淳耀主持 |

## 獎項紀錄
| 年份   | 頒獎典禮         | 獎項                       | 影片                           | 角色              | 結果 |
| ------ | ---------------- | -------------------------- | ------------------------------ | ----------------- | ---- |
| 2017年 | 第52屆金鐘獎     | 戲劇節目新進演員獎         | 《植劇場－天黑請閉眼》         | 劉澄芳            | 提名 |
| 2017年 | 第52屆金鐘獎     | 戲劇節目女配角獎           | 《植劇場－天黑請閉眼》         | 劉澄芳            | 獲獎 |
| 2018年 | 第53屆金鐘獎     | 戲劇節目女主角獎           | 《植劇場－五味八珍的歲月》     | 林春              | 提名 |
| 2021年 | 第56屆金鐘獎     | 戲劇節目女主角獎           | 《若是一個人》                 | 方佳瑩            | 提名 |
| 2023年 | 第25屆台北電影獎 | 最佳女主角                 | 《你的婚姻不是你的婚姻－聖筊》 | 謝姿雅            | 提名 |
| 2023年 | 第58屆金鐘獎     | 迷你劇集／電視電影女主角獎 | 《你的婚姻不是你的婚姻－聖筊》 | 謝姿雅            | 提名 |
| 2024年 | 第59屆金鐘獎     | 戲劇節目女配角獎           | 《何百芮的地獄毒白》           | 王克柔 （克拉拉） | 提名 |

## 外部連結
- 孫可芳的Facebook專頁
- 孫可芳的Instagram帳戶
- 孫可芳的新浪微博
- 孫可芳在互联网电影资料库（IMDb）上的資料（英文）
- 孫可芳在台灣電影網上的資料（繁體中文）